# Oxynoton francoisi
Oxynoton francoisi är en tvåvingeart som beskrevs av Emile Janssens 1951. Oxynoton francoisi ingår i släktet Oxynoton och familjen rovflugor. Inga underarter finns listade i Catalogue of Life.